# Focillistis
Focillistis é um gênero de traça pertencente à família Arctiidae.